# Sexy and I Know It
Singles de LMFAO
Champagne Showers
(2011) Sorry for Party Rocking
(2012)
Sexy and I Know It est une chanson electro house interprétée par le duo américain LMFAO. Il s'agit du troisième single, sorti le 3 octobre 2011, issu de leur album Sorry for Party Rocking (2011). La chanson a été écrite par Stefan Kendal Gordy, Jamahl Listenbee, Erin Beck, G. M. Robertson et Kenneth Oliver, et a été produite par Party Rock.

## Listes des pistes
| 1. | Sexy and I Know It | 3:19 |

| 1. | Sexy and I Know It (Audiobot Remix)           | 5:55 |
| 2. | Sexy and I Know It (Mord Fustang)             | 5:19 |
| 3. | Sexy and I Know It (Tomba and Borgore Remix)  | 3:41 |
| 4. | Sexy and I Know It (LA Riots Remix)           | 5:40 |
| 5. | Sexy and I Know It (DallasK Remix)            | 5:40 |
| 6. | Sexy and I Know It (Fuego's Moombahton Remix) | 3:51 |
| 7. | Sexy and I Know It (MADEin82 Remix)           | 6:01 |

## Clip vidéo
Le clip vidéo de Sexy and I Know It est sorti en premier sur la chaine Vevo le 16 septembre 2011. On peut y voir Redfoo accompagné de plusieurs hommes peu musclés qui dansent en slip de bain dans les rues devant plusieurs femmes avant de rencontrer un groupe d'hommes musclés menés par SkyBlu dans un bar avec qui ils font une battle de danse. Ron Jeremy, Alistair Overeem, Wilmer Valderrama et Simon Rex font des apparitions dans la vidéo. À noter que la vidéo a été soumise à une limite d'âge par YouTube de nombreuses fois du fait que l'on voit le sexe de RedFoo bouger dans son slip. Elle a dépassé les 350 millions de vues sur YouTube.
En France, le clip est diffusé en journée avec la signalétique "Déconseillé aux moins de 10 ans" notamment sur MCM, MCM Top, Direct Star/D17/CStar et Trace Urban ou sans sur M6 Music et NRJ Hits.

## Crédits
- Voix – LMFAO
- Producteurs – Party Rock
- Paroles – Stefan Kendal Gordy, Jamahl Listenbee, Erin Beck, G.M. Robertson, Kenneth Oliver
- Label : Interscope Records

## Classement et certifications
| Classement (2011-2012)                  | Meilleure position |
| --------------------------------------- | ------------------ |
| Allemagne (Media Control AG)            | 8                  |
| Australie (ARIA)                        | 1                  |
| Australie (ARIA Dance)                  | 1                  |
| Autriche (Ö3 Austria Top 40)            | 7                  |
| Belgique (Flandre Ultratop 50 Singles)  | 6                  |
| Belgique (Wallonie Ultratop 50 Singles) | 5                  |
| Canada (Hot 100)                        | 1                  |
| Danemark (Tracklisten)                  | 7                  |
| Écosse (OCC)                            | 4                  |
| Espagne (PROMUSICAE)                    | 4                  |
| États-Unis (Hot 100)                    | 1                  |
| États-Unis (Hot Dance Club Songs)       | 1                  |
| États-Unis (Pop Songs)                  | 2                  |
| Finlande (Suomen virallinen lista)      | 3                  |
| France (SNEP)                           | 3                  |
| Hongrie (Dance Top 40)                  | 3                  |
| Irlande (IRMA)                          | 4                  |
| Pays-Bas (Nederlandse Top 40)           | 8                  |
| Pays-Bas (Single Top 100)               | 7                  |
| Nouvelle-Zélande (RMNZ)                 | 1                  |
| Norvège (VG-lista)                      | 3                  |
| Pologne (Dance Top 50)                  | 1                  |
| Suède (Sverigetopplistan)               | 2                  |
| Suisse (Schweizer Hitparade)            | 7                  |
| Royaume-Uni (UK Dance Chart)            | 2                  |
| Royaume-Uni (UK Singles Chart)          | 5                  |

| Pays             | Organisme    | Certification | Vente     |
| ---------------- | ------------ | ------------- | --------- |
| Allemagne        | BVMI         | Or            | 150 000   |
| Australie        | ARIA         | 10 × Platine  | 700 000   |
| Belgique         | BEA          | Or            | 15 000    |
| Canada           | Music Canada | 2 × Platine   | 160 000   |
| Danemark         | IFPI         | Platine       | 30 000    |
| Espagne          | Promusicae   | Or            | 20 000    |
| États-Unis       | RIAA         | 8 × Platine   | 6 137 000 |
| Italie           | FIMI         | Platine       | 30 000    |
| Nouvelle-Zélande | RIANZ        | 2 × Platine   | 30 000    |
| Royaume-Uni      | BPI          | Platine       | 600 000   |
| Suède            | GLF          | 4 × Platine   | 160 000   |
| Suisse           | IFPI         | 2 × Platine   | 60 000    |

| Classement (2011)    | Position |
| -------------------- | -------- |
| Australie            | 6        |
| Autriche             | 61       |
| Allemagne            | 72       |
| États-Unis (Hot 100) | 57       |
| Nouvelle-Zélande     | 18       |
| Pologne              | 43       |
| Royaume-Uni          | 37       |
| Suisse               | 63       |

## Historique de sortie
| Pays       | Date              | Format                 | Label              |
| ---------- | ----------------- | ---------------------- | ------------------ |
| États-Unis | 27 septembre 2011 | Téléchargement digital | Interscope Records |
| Allemagne  | 21 octobre 2011   | CD single              | Universal Music    |